# فيتوريو راديشي
فيتوريو راديشي (بالإيطالية: Vittorio Radice)‏ هو كبير الإداريين التنفيذيين إيطالي، ولد في 1957 في بحيرة كومو في إيطاليا.